# هارتلند اسنایدر
 هارتلند اسنایدر (انگلیسی: Hartland Snyder؛ زاده ۱۹۱۳ درگذشته ۱۹۶۲) یک فیزیک‌دان اهل ایالات متحده آمریکا بود. 